# Charles de Rémusat
Charles François Marie de Rémusat, född den 13 mars 1797, död den 6 juni 1875, var en fransk greve, statsman, filosof och skriftställare. Han var son till Auguste Laurent de Rémusat och Claire Élisabeth de Vergennes samt far till Paul de Rémusat.
Rémusat studerade klassisk litteratur, historia och juridik vid universitetet i Paris. Han började 1820 sin skriftställarverksamhet med ett arbete om juryn och var 1820–1830 medarbetare i Lycée français, Globe och Courrier français. Tillhörande det liberala partiet, valdes han 1830 av staden Toulouse till medlem av deputeradekammaren. Han utnämndes till inrikesminister den 1 mars 1840, men måste avgå, då kabinettet Thiers föll den 29 oktober samma år. Under julimonarkins återstående tid var Rémusat en av ledarna för oppositionen mot Guizot. Han invaldes 1846 i Franska akademien. Han var under den andra republiken medlem av nationalförsamlingen (1848–1851), men måste, som motståndare till Louis Napoléon, gå i landsflykt efter statskuppen den 2 december 1851. År 1859 fick han återvända till Paris, där han levde som privatman till kejsardömets fall. Av sin vän Thiers utnämndes Rémusat den 2 augusti 1871 till utrikesminister (efter Jules Favre). Efter att under de svåraste omständigheter ha med stor framgång lett Frankrikes utrikespolitik måste Rémusat avgå, då Thiers, i maj 1873, störtades. I oktober 1873 invald i nationalförsamlingen, slöt Rémusat sig till vänstra centern.
Rémusat var en utmärkt politisk talare och statsman och därjämte mycket verksam som författare på många olika områden. Som en frukt av sina juridiska studier vid universitetet i Paris utgav han De la procédure par jurés en matière criminelle (1820), men i övrigt ägnade han sig som skriftställare åt politiska och filosofiska ämnen i ovannämnda tidskrifter. Sina sociala och politiska åsikter utvecklade han i Du paupérisme et de la charité legale (1840), Passé et présent (2 delar, 1847 ff.) och Politique liberale (1860). Inom filosofin var han påverkad av Kant och Cousin och framställde sina åsikter till större delen i skrifter, ägnade åt delar av filosofins historia, eller i kritiker över samtida filosofiska teorier. Här kan endast nämnas: Essais de philosophie (1842), De la philosophie allemande (1845), Bacon, sa vie, son temps, sa philosophie (1858), Philosophie religieuse (1864) och Histoire de la philosophie en Angleterre depuis Bacon jusqu'à Locke (1875). Även litterära ämnen behandlade han, i Critiques littéraires (1856). Han översatte fem av Schillers dramer samt författade ett skådespel, Abélard (1877).